# Церква Святого Великомученика Георгія (Львів)
Церква Святого Великомученика Георгія — православний храм у Львові на вулиці Тараса Бобанича, належить ПЦУ.

## Історія

### Тимчасові храми
Після прийняття у 1708 році унії Львівським братством, а пізніше — кількома галицькими монастирями, єдиним православним храмом Галичини залишився Манявський скит. Під час Йосифінської касати 1785 року скит був примусово ліквідований.

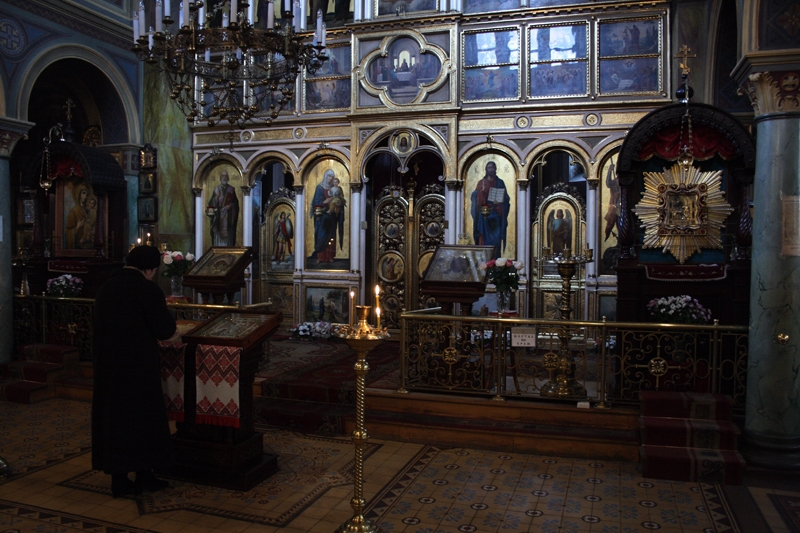
Іконостас

При цьому львівська православна громада прагнула до створення власної парафії і храму. 1787 року під час перебування імператора Йосифа II у Львові, представники православної громади вручили імператорові петицію про утворення православного душпастирства і побудову власної церкви. Досить швидко отримано схвальний патент. Було організовано збір коштів і 1787 року під каплицю було орендовано приміщення у палаці Бесядецьких (нині Галицька площа, 10). З 1816 по 1822 роки під храм орендували будинок графа Борковського, у 1822 році винайняли окрему будівлю, що належала Національному закладу імені Оссолінських і виходила фасадом на вулицю Коперника.
1832 року настала гостра криза в купецькому русі, що призвело до від'їзду багатьох православних купців і для врегулювання боргів громада 1832 року була підпорядкована Буковинській митрополії, яка зобов'язувалась утримувати львівську парафію. Через певний час митрополія відмовилась утримувати парафію, але завдяки втручанню уряду 1848 року прийняла її до свого складу, із одночасним скасуванням парафіяльної автономії.
Через від'їзд купців було також продано будинок, куплений на початку XIX століття для пізнішого переобладнання у храм, яке так і не встигли розпочати. Громада продовжує орендувати приміщення. У 1839—1844 роках винаймався будинок Александера Фредро, з 1844 по 1850 роки — будинок Келермана. У 1850—1856 роках храм знову розміщувався у закладі Оссолінських.
1856 року консисторія буковинської церкви за 14 500 флоринів купила для парафії ділянку (конскрипційний номер 78 1/4) із двома житловими будинками при вулиці Францисканській (нині — вулиця Тараса Бобанича). Двоповерховий будинок був призначений на помешкання священика і церковної прислуги, а одноповерховий — переобладнано на храм.
1862 року австрійський уряд визнав за православною церквою у Львові право публічності («громадянства»), однак право парафії так ніколи і не було визнане, хоч фактично храм виконував функції парафіяльного, ведучи метричні книги усіх православних народжених у Галичині.

### Будівництво сучасної церкви
8 жовтня 1895 року затверджено проєкт нового храму, виготовлений віденським архітектором Ґуставом Захсом. Він же виконав проєкт плебанії і огорожі. Початково будинок плебанії планувався на осі входу, але згодом проєкт змінено і будинок переміщено на схід від церкви. Того ж року в конкурсі на проведення будівельних робіт перемогла фірма Вінцента Равського.
1 листопада 1897 року закладено наріжний камінь. Того ж року організовано комітет будівництва, до якого ввійшли: архітектор будівельного департаменту Галицького намісництва Йозеф Браунзайс — як технічний дорадник, інженер намісництва Антон Гауф — керівник будівництва, Євген Воробкевич — адміністратор парафії, професор університету Михайло Грушевський — як церковний опікун.
У жовтні 1899 року головні роботи зі спорудження церкви і плебанії було виконано і до наступного року тривали роботи по викінченню. 1901 року встановлено чотириярусний іконостас виготовлений віденськими майстрами: різьбярем Карлом Вормундом і живописцем Фрідріхом фон Шиллером. Кам'яний вівтар виготовлено у Львові скульптором Людвіком Тировичем. Поліхромію в храмі виконав 1902 року віденський живописець Карл Йобст. Вітражі і мозаїчна вставка в супрапорті над центральним входом виготовлені і змонтовані віденською фірмою «Tiroler Glas Malerei und Mozaik Anstalt». Сюжетом мозаїки початково мав бути святий Георгій, але через обмеженість площі було вирішено зобразити Ісуса Христа, що благословляє (Пантократора). Сім дзвонів відлито фірмою Карла Швабе (усі датовані 1898 роком). 27 жовтня 1901 року храм освячено на честь святого Георгія.
1902 року встановлено дві пам'ятні мармурові таблиці, як цього вимагала консисторія Буковинської митрополії. Перша — присвячена 50-річчю вступу імператора Франца Йосифа I на трон, друга — про посвячення церкви. Обидві таблиці також виконав Людвік Тирович.

### Подальше церковне життя
У 1905 році ченці Іллінського скиту на Афоні написали і подарували церкві копію Тихвінської сльозоточивої ікони Божої Матері.
До Першої світової війни в громаді переважали москвофіли. Богослужіння звершувалися церковно-слов'янською і румунською мовами. Богослужіння відправляли два священики, один з яких був настоятелем церкви і парафії, а інший — капеланом для православних вояків Львівського гарнізону. Служби Божі постійно відвідував російський консул з сім'єю.
З початком Першої світової війни церкву закрили. За російської окупації Львова храм діяв, однак, після повернення австрійців знову був закритим. Богослужіння відновилися лише в листопаді 1918 року після розпаду Австро-Угорщини та Листопадового чину.
1923 року польський уряд передав храм Румунській православній церкві, а після кількох процесів 1930 року судовим рішенням над храмом визнано верховенство Польської православної церкви.
Після Першої світової війни серед парафіян почали переважати українці. Зокрема, до них належали емігранти зі Східної України, а також вихідці з Волині, що відбували у Львові військову службу. Богослужіння відправлялись церковнослов'янською мовою, а від 1937 року двічі на місяць — й українською.
Під час Першої радянської окупації у 1939—1941 роках церква перебувала під управлінням новоутвореного Екзархату західних областей України та Білорусі в складі РПЦ. Деякий час при храмі жив і служив керівник екзархату архієпископ Волинський і Луцький Миколай (Ярушевич).
Після завоювання Галичини Третім Рейхом і її приєднання до Генеральної губернії, парафія знов увійшла до складу Польської православної церкви, будучи підпорядкованою архієпископу Краківському, Лемківському і Львівському.
У 1945 році церква знову була підпорядкована Українському екзархату РПЦ. На території Львівської, Тернопільської, Івано-Франківської та Дрогобицької областей було утворено Львівську єпархію. Нововисвячений єпископ Макарій (Оксіюк) поселився в плебанії церкви Святого Георгія, яка слугувала кафедральним собором.
Після Львівського псевдособору УГКЦ 1946 року, скликаного репресивними органами СРСР, до православної церкви перейшов собор Святого Юра, який став катедральним, єпископ переїхав до нової резиденції, а церква Святого Георгія стала парафіяльною.
1992 року храм був єдиним у Львові, який залишився в юрисдикції Московського патріархату. Він став виконувати функції кафедрального собору, в плебанії було облаштовано архієрейську резиденцію та єпархіальне управління.
У 2001 році біля входу до плебанії встановлено пам'ятний знак на честь 2000-річчя Різдва Христового та 100-ліття церкви Святого Георгія.
1—2 червня 2011 року у храмі перебувала чесна глава святої великомучениці Анастасії Узорішительниці. 1—2 грудня 2011 року — правиця святого великомученика Дмитрія Солунського.
На Різдво Христове 2012 року до церкви вперше було доправлено Вифлеємський вогонь миру. Його прийняв архієпископ Львівський Августин (Маркевич). Храм став одним з перших в юрисдикції УПЦ (МП), який долучився до акції.
1—3 грудня 2013 року, під час хресного ходу окремими храмами України, в церкві перебували чесні мощі (правиця) великомученика Георгія Побідоносця та список древньої ікони великомученика Георгія X століття з монастиря Ксенофонт Святої Гори Афон.
У грудні 2022 року СБУ провели обшуки у храмі.
5 квітня 2023 року перейшов до Православної церкви України.

## Архітектура

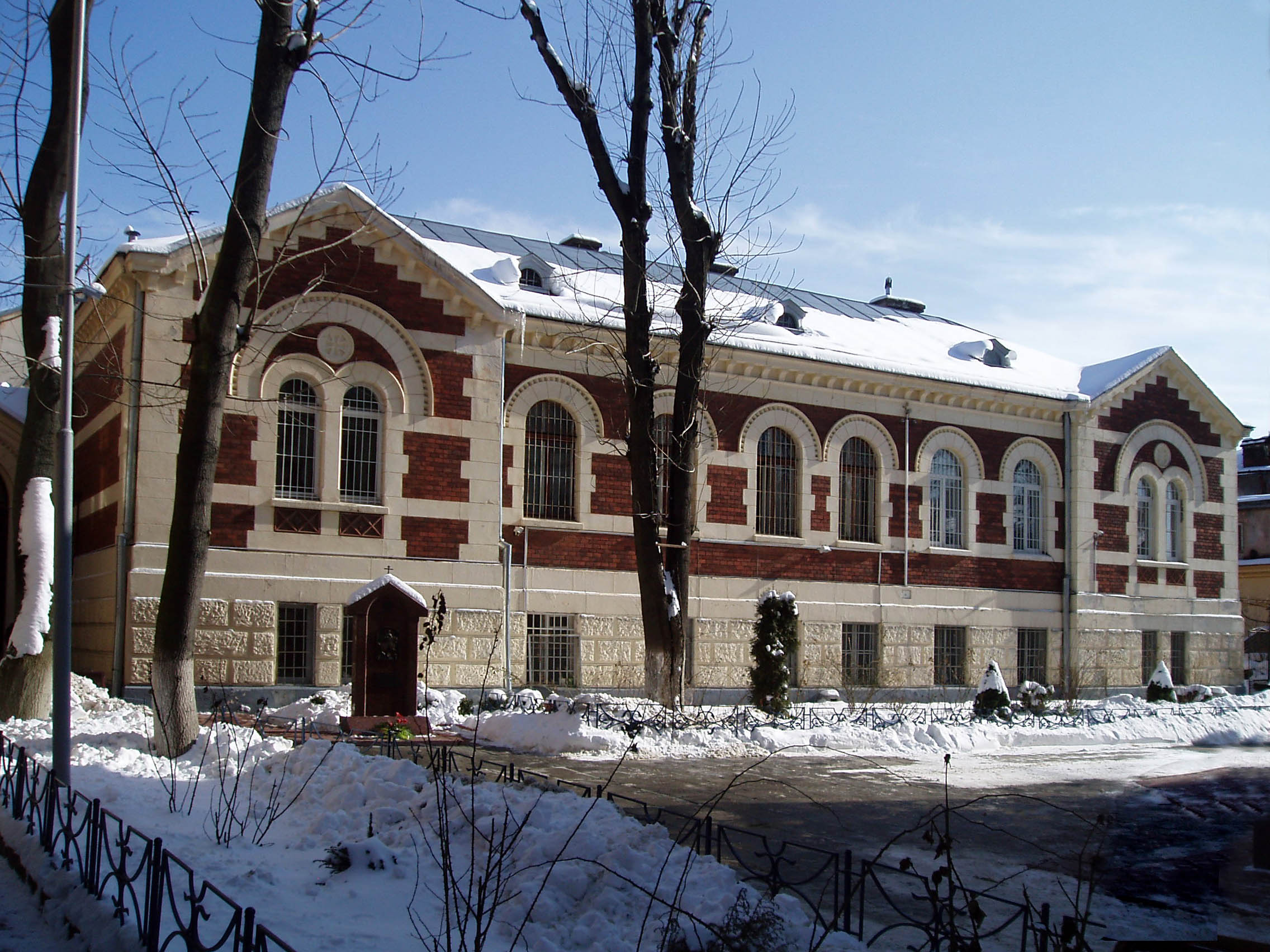
Плебанія

Церква розміщена у Личаківському районі Львова та розташована з непарного боку вулиці Тараса Бобанича. Ділянка, на якій розміщено комплекс, похила і спадає до півдня. Від вулиці відділена металевою огорожею на мурованому цоколі. В огорожі влаштовано в'їзну браму, а також хвіртку, що є на одній осі з центральним входом церкви. Головний фасад і вхід розташовані із заходу (зі сторони вулиці). З тилу розміщена осібна двоярусна плебанія, збудована у такій же як і храм будівельній техніці і утворює з ним єдиний архітектурний ансамбль. Архітектурний стиль споруди характеризують як суміш неороманського та неовізантійського стилів (історизм).
У плані храм центричний і має форму грецького хреста, в кутах якого є чотиригранні в плані вежі, що разом утворює квадрат. Рамена хреста на плані дещо виступають за межі квадрата, утворюючи ризаліти з чотирьох боків фасаду. Вежі зі сторони вулиці (західні) виконують функцію дзвіниць. У східних вежах влаштовано двоповерхові захристії. Загалом об'ємно-просторове вирішення храму нагадує семінарську церкву резиденції буковинських митрополитів у Чернівцях, архітектора Йозефа Главки.
Збудований із цегли та білого полянського та тернопільського каменю. Кам'яними блоками викладено наріжник та віконні пройми. На фасаді цегла червона облицювальна, спеціального випалу. Ризаліти всіх чотирьох сторін двоярусні, увінчані трикутними фронтонами. До тильного примикає апсида, перекрита конховим склепінням, зовні п'ятигранна, півкругла зсередини. Решта ризалітів на другому ярусі мають потрійне вікно під одним спільним архівольтом. Головний вхід має власний трикутний фронтон, розміщений на двох колонах, що фланкують вхід. Кутові вежі чотириярусні, перші яруси кожної з них мають по два вузьких вікна із мініатюрними стилізованими консольними арками. Другі яруси мають ширші вікна із півциркульним завершенням. Третій ярус — невисокий із маленькими круглими вікнами. Четверті яруси веж утворені восьмигранними барабанами із високими вузькими півциркульно завершеними вікнами на кожній грані. Храм увінчаний п'ятьма візантійської форми банями, з яких центральна значно домінує над рештою. Центральна баня, подібно до бічних, розміщена на значно більшому восьмигранному барабані з такими ж вікнами. Внутрішня поверхня центрального купола — сферична. На гранях фронтонів і у піддашші усіх п'ятьох веж знаходиться карниз із модульйонами дуже простої форми. Такий самий проміжний карниз відділяє другі яруси веж від третіх.

## Світлини

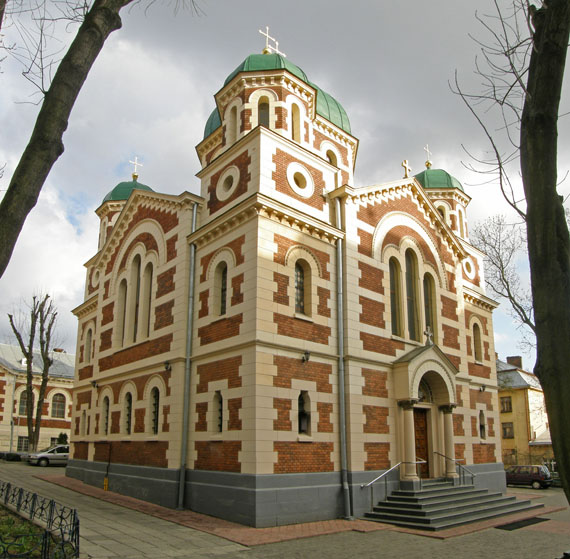
Кут церкви
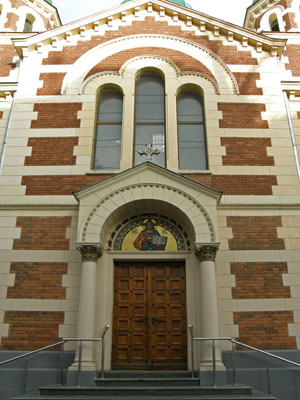
Портал
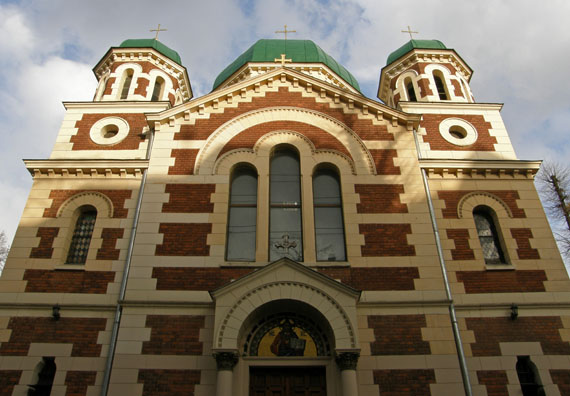
Головний фасад
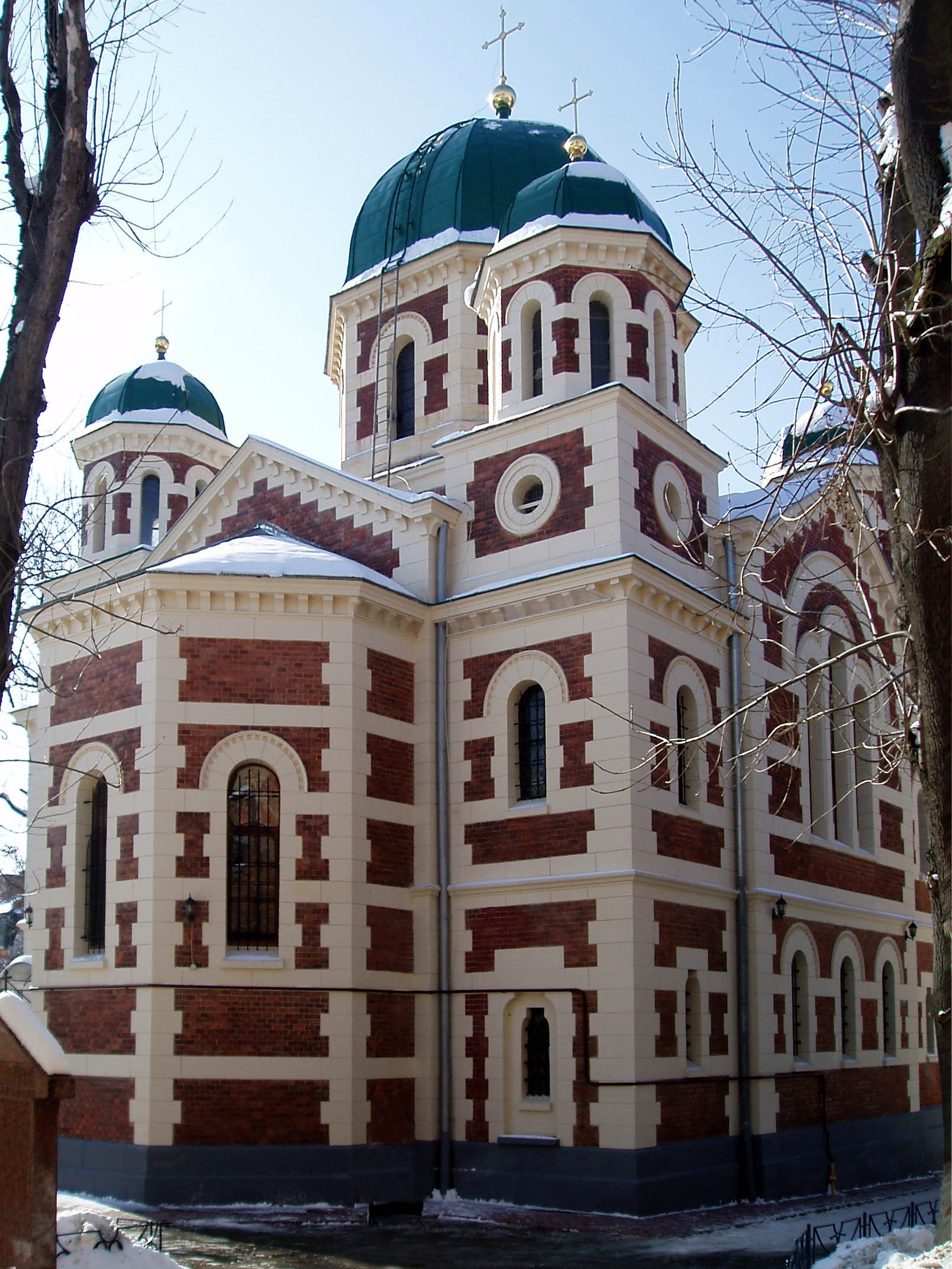
Зворотня сторона
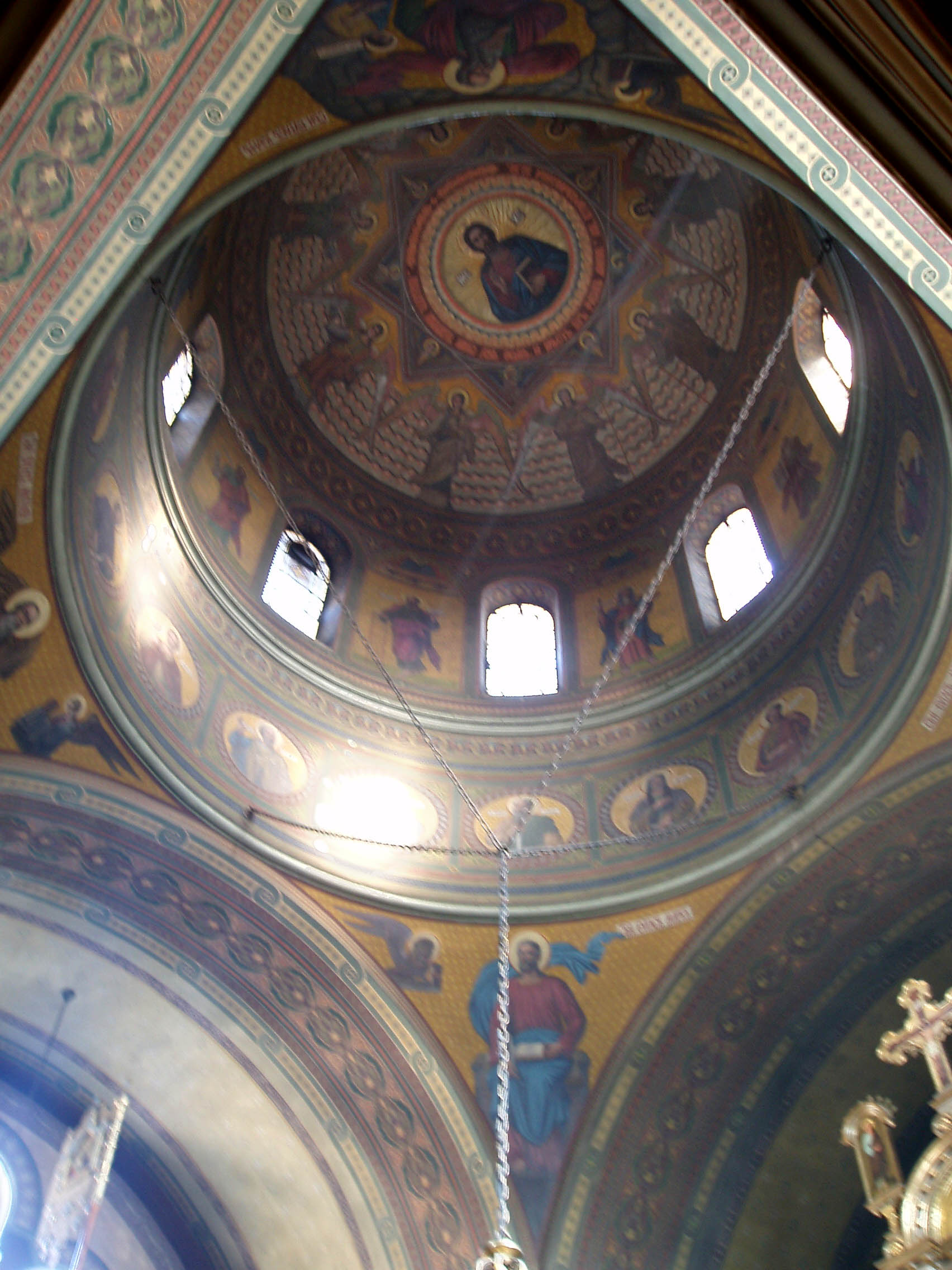
Стінопис куполу
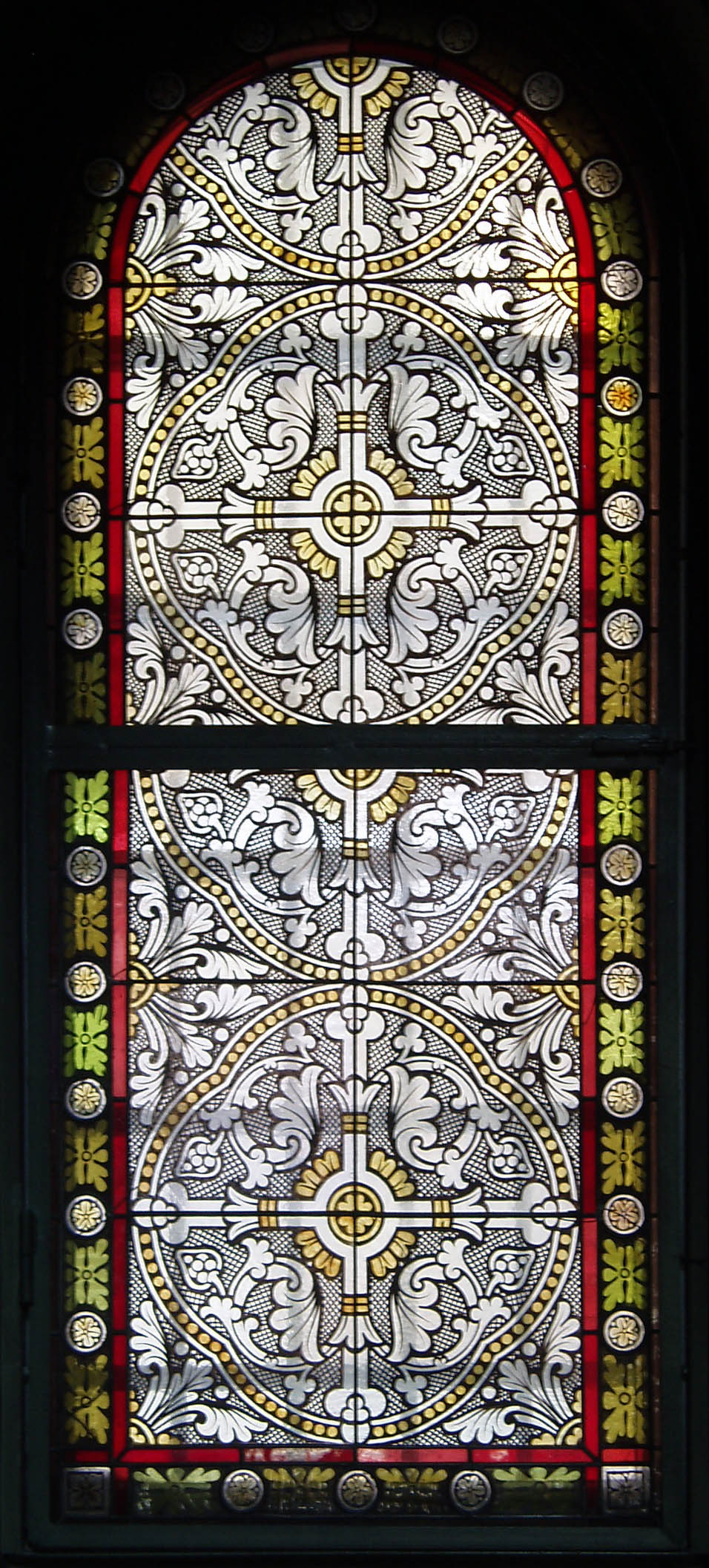
Вітраж
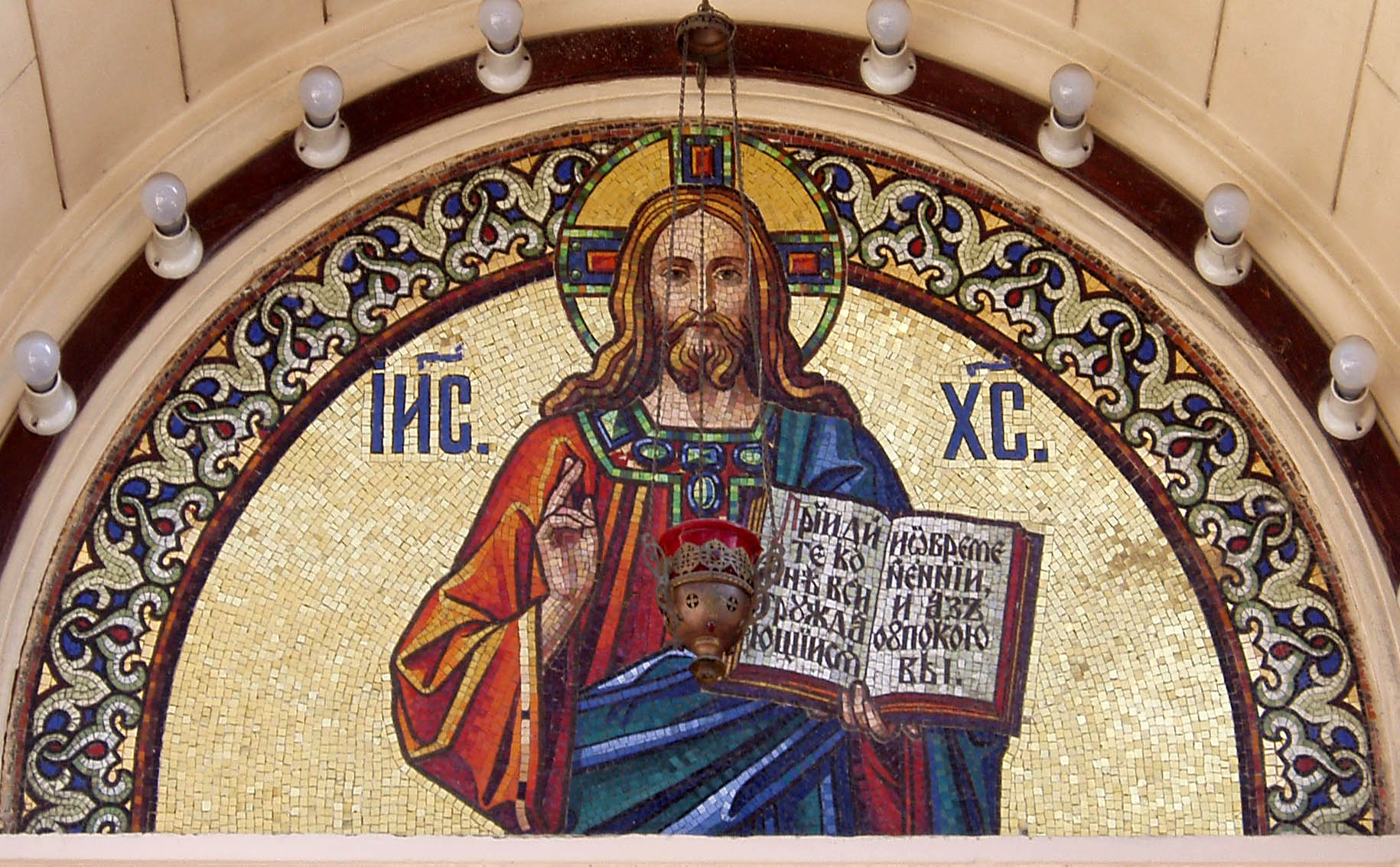
Мозаїчний образ Ісуса Христа над входом
Пам'ятний знак

## Сучасний стан
До квітня 2023-го року церква Святого Георгія була кафедральним собором Львівської єпархії РПЦвУ. Богослужіння відбуваються щодня, в неділю та на великі свята правиться дві чи три літургії. До квітня 2023 року богослужіння відбувалися церковнослов'янською мовою московського, а не київського ізводу, як це прийнято в більшості церков єпархії, що, як зазначено на її офіційному сайті, «дуже гнітить духовенство єпархії та спокушує основну частину вірних».
Настоятелем храму з 1978 по 2007 роки року був протопресвітер Василь Осташевський. З 2008 року настоятелем був протоієрей Роман Коломийчук.
При церкві видавалась газета «Світло православ'я», офіційне видання Львівської єпархії, діяло Львівське молодіжне православне братство Почаївської чудотворної ікони Матері Божої.
У храмі є копія Тихвінської сльозоточивої ікони Божої Матері з Іллінського скиту на Афоні, написана і подарована його ченцями православній громаді Львова у 1905 році. 1997 року рішенням Священного Синоду цей образ було визнано чудотворним. Окрім того, в церкві є частки мощей святої великомучениці Варвари та інших святих.

## Відомі особи
- Олександр Бачинський — український церковний діяч, богослов, педагог, письменник, видавець, перекладач, проповідник при храмі[15].